# Чирков, Владимир Григорьевич
Влади́мир Григо́рьевич Чирко́в (1879—1947) — российский и советский инженер-строитель. 

## Биография
Окончил Пензенскую гимназию, затем Санкт-Петербургский Горный институт. Работал в Москве. С 1917 года стал преподавать геометрию в музыкальном техникуме. После перевода техникума в Москву работал в Большом театре заведующим музыкальной базой. 
В 1912 году он женился на Екатерине Павловне Ефимовой и купил в дачном посёлке Черкизово у местного крестьянина Василия Ивановича Суслова небольшой земельный участок на берегу Клязьмы, рядом с дачами Бахрушина, где и построил дом. Вместе с женой он решил построить здесь школу для детей, проживающих в посёлке. Муж дочери Бахрушина, Ольги Дмитриевны, Потапов, будучи строителем, стал организатором строительства школы, Чирков и Бахрушин финансировали строительство; 1 сентября 1914 года четырёхклассная уездная земская школа начала свою работу.
Умер В. Г. Чирков в Германии в 1947 году. Похоронен на Черкизовском кладбище.